# Staff Island
Staff Island är en ö i Kanada.   Den ligger i territoriet Nunavut, i den östra delen av landet, 1 500 km norr om huvudstaden Ottawa. Arean är 7,6 kvadratkilometer.
Terrängen på Staff Island är mycket platt. Öns högsta punkt är 24 meter över havet. Den sträcker sig 4,4 kilometer i nord-sydlig riktning, och 4,6 kilometer i öst-västlig riktning.
Trakten runt Staff Island består i huvudsak av gräsmarker.